# 黄惠玲
黄惠玲（1960年—），贵州惠水人，布依族，中华人民共和国政治人物、第十二届全国人民代表大会贵州地区代表。
毕业于贵州省委党校公共管理专业。加入中国农工民主党。2013年，担任全国人大代表。